# 熊田愛里
熊田 愛里（くまた あいり、1996年6月20日 - ）は、日本の女優、ミュージカル女優である。東京都出身。

## 人物
- 特技は書道[1]

## 出演

### 舞台・ミュージカル
主演は太字で表記

- 骨髄移植推進キャンペーンミュージカル「明日への扉」（2015年第139回　大田区民ホールアプリコ）  - 遙役
- 骨髄移植推進キャンペーンミュージカル「明日への扉」（2016年第144回～第146回　江戸川区総合文化センター） - 遙役,俊江役
- 浅利慶太プロデュース公演 ミュージカル「夢から醒めた夢」（2017年6月9日～22日　自由劇場） - アンサンブル
- ミュージカル「王室教師ハイネ -THE MUSICAL-」（2017年9月7日～10日　Zeppブルーシアター六本木、9月16日～18日　森ノ宮ピロティホール） - アンサンブル
- ミュージカル「少女革命ウテナ～白き薔薇のつぼみ～」（2018年3月8日～18日　CBGKシブゲキ!!） - 影絵少女A子役
- ミュージカル「Code：Realize」（2018年5月17日～20日　シアター1010、5月26日～27日　森ノ宮ピロティホール） - アンサンブル
- 歌劇「明治東亰恋伽～月虹の婚約者～」（2018年8月18日～19日　森ノ宮ピロティホール、8月25日～9月2日　シアター1010） - アンサンブル
- LIVE THEATER「Royal Scandal～秘恋の歌姫[ディーヴァ]～」（2018年11月22日～12月2日　品川プリンスホテル クラブeX） - オリヴィア役
- ミュージカル「封神演義-目覚めの刻-」（2019年1月13日～20日　EX THEATER ROPPONGI） - アンサンブル
- ミュージカル「王室教師ハイネ -THE MUSICAL Ⅱ-」（2019年4月11日～14日　東京ドームシティホール、4月27日～28日　神戸国際会館こくさいホール） - アンサンブル
- ミュージカル「少女革命ウテナ～深く綻ぶ黒薔薇の～」（2019年6月29日～7月7日　シアターGロッソ） - 影絵少女C子役
- ミュージカル「憂国のモリアーティ Op.2 -大英帝国の醜聞」（2020年7月31日～8月10日　天王洲 銀河劇場、8月14日～16日　京都劇場） - アンサンブル
- ミュージカル「封神演義-開戦の前奏曲-」（2020年10月25日　品川プリンスホテル ステラボール）
- 地縛少年花子くん-The Musical-（2021年1月22日〜24日　COOL JAPAN PARK OSAKA TTホール、1月28日〜31日　東京ドームシティ シアターGロッソ）
- ミュージカル「憂国のモリアーティ」Op.3 -ホワイトチャペルの亡霊-（2021年8月5日〜15日　品川プリンスホテル ステラボール、8月19日〜22日　サンケイホールブリーゼ）
- ミュージカル「スター誕生」（ミュージカル座／2022年2月2日～6日　シアターグリーン BIG TREE THEATER） - ミーちゃん役（☆組）
- ミュージカル「悪ノ娘」（2024年3月13日〜17日、こくみん共済 coop ホール/スペース・ゼロ） - アンサンブル[2]
- ミュージカル「憂国のモリアーティ」大英帝国の醜聞 Reprise（2025年5月16日〜18日 シアターH、5月23日〜25日 京都劇場、5月30日〜6月8日 天王洲 銀河劇場）[3]

### ライブ
- STAGE FES 2017（2017年12月31日～2018年1月1日 大宮ソニックシティ 大ホール）
- JUMP MUSIC FESTA（ジャンプミュージックフェスタ）（2018年7月7日～8日 横浜アリーナ）
- STAGE FES 2018（2018年12月31日～2019年1月1日 大宮ソニックシティ 大ホール）

### イベント
- 「オトニワ！」（2019年8月18日　大塚ドリームシアター）
- 「オトニワ～ハロウィンパーティー第2夜～」（2019年10月30日　大塚ドリームシアター）